# Popolari per l’Italia
Popolari per l’Italia (PpI) ist eine seit 2014 existierende christdemokratische Kleinpartei in Italien.

## Geschichte
Vorläufer war die 2013 gegründete Partei Scelta Civica, in der sich die Anhänger des zuvor parteilosen Übergangspremiers Mario Monti versammelten. Diese stammten teils aus eine christdemokratischen, teils aus einer liberalen Traditionslinie sowie teils aus der Mitte-rechts-Partei Il Popolo della Libertà (PdL), teils aus der sozialdemokratischen Partito Democratico (PD). Scelta Civica trat der Großen Koalition aus PD, PdL und Mitte-Lager bei und gehörte der im April 2013 ins Amt eingeführten Regierung von Enrico Letta an. In ihr stellte sie u. a. mit Mario Mauro (ehemals PdL) den Verteidigungsminister.
Bereits kurze Zeit nach der Wahl brachen Richtungsstreitigkeiten aus, ob die Partei sich eher in eine liberale oder eine christdemokratische Richtung entwickeln sollte. Monti trat im Oktober 2013 als Parteivorsitzender zurück, nachdem er sich mit einer Mehrheit der Senatoren der Scelta Civica über die künftige Ausrichtung der Partei zerstritten hatte. Nach dem Verlust der Identifikationsfigur Monti intensivierten sich die Flügelkämpfe noch. Am 15. November 2013 zogen die Vertreter des christdemokratischen Flügels, einschließlich des Ministers Mauro und des Fraktionschefs Lorenzo Dellai, geschlossen aus dem Parteitag der Scelta Civica aus.
Sie kündeten eine Woche später die Gründung der neuen Partei Popolari per l’Italia an. Popolari ist in Italien ein Synonym für „Christdemokraten“ und bezieht sich auf die historische Partito Popolare Italiano Luigi Sturzos. Zur PpI traten 13 Deputierte, 10 Senatoren und ein Europaparlamentarier (Potito Salatto) über. Sowohl im Senat als auch im Abgeordnetenhaus bildete die Partei eine Fraktionsgemeinschaft mit der ebenfalls christdemokratischen Unione di Centro (UdC) unter der gemeinsamen Bezeichnung Per l’Italia („Für Italien“). Die offizielle Gründung der Partei fand am 28. Januar 2014 statt. Mario Mauro wurde zum Parteivorsitzenden gewählt. Während der Kabinettsumbildung im Februar 2014 verlor er das Verteidigungsministerium, dafür waren die PpI anschließend mit Andrea Olivero als Vizeminister für Landwirtschaft sowie drei Staatssekretären im Kabinett Renzi vertreten.
Zur Europawahl im Mai 2014 traten die PpI als Teil der Liste Nuovo Centrodestra – Unione di Centro an, die jedoch nur drei MdEP entsandte, von denen keines PpI angehörte. Im Juli 2014 verließen 8 Deputierte und zwei Senatoren, angeführt von Lorenzo Dellai und Andrea Olivero, die PpI wieder, um die Democrazia Solidale zu gründen. Im September 2014 wurden die PpI in die Europäische Volkspartei (EVP) aufgenommen. Nach weiteren Austritten verblieben der Partei im November 2014 noch zwei Deputierte und drei Senatoren. Im Juni 2015 verkündete Mario Mauro das Ausscheiden der PpI aus der Regierungskoalition, die beiden damaligen Staatssekretäre der Partei entschieden sich jedoch als Parteilose in der Regierung zu bleiben. Im Januar 2016 war der Senator Mauro das letzte verbliebene Parlamentsmitglied der Partei.
Am 20. März 2017 schloss sich Mario Mauro der Fraktion der Forza Italia (2013 hervorgegangen aus der PdL, der Mauro bereits früher angehört hatte) im Abgeordnetenhaus an. Die PpI wurde eine assoziierte Partei der Forza Italia. Bei der Regionalwahl in Molise im April 2018 trat sie jedoch mit einer eigenen Liste im Rahmen des Mitte-rechts-Bündnisses von Donato Toma (FI) an, die auf 7,1 % der Stimmen und 2 der 19 Sitze im Regionalrat kam. Auch zur Europawahl 2019 trat PpI mit einer eigenen Liste an, die jedoch nur 0,3 % der Stimmen erhielt. Erfolgreicher war die Partei bei den zeitgleich abgehaltenen Kommunalwahlen in den süditalienischen Städten Campobasso und Termoli, wo sie 15 bzw. 12 Prozent der Stimmen erhielt.